# Хигден, Ранульф

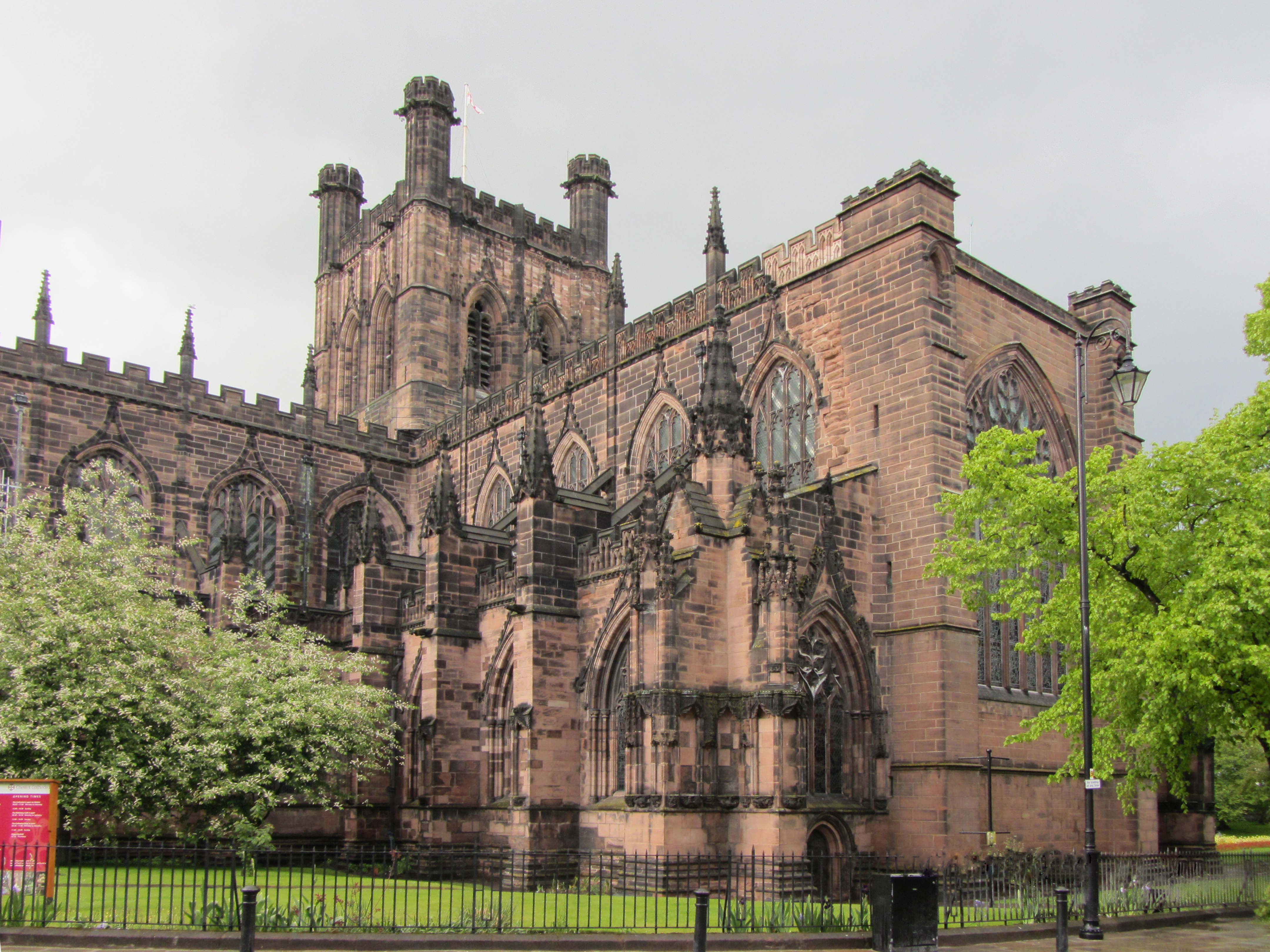
Честерский собор, бывший кафедральный собор аббатства Св. Вербурги, XI—XIV в.

Ранульф Хигден (англ. Ranulf Higden или Higdon, лат. Ranulfus Higdenus; около 1280 — 12 марта 1364) — английский хронист, теолог и педагог, монах-бенедиктинец, автор «Всеобщей хроники», или «Универсальной истории» (лат. Polychronicon), излагающей исторические события от сотворения мира до 1342 года.

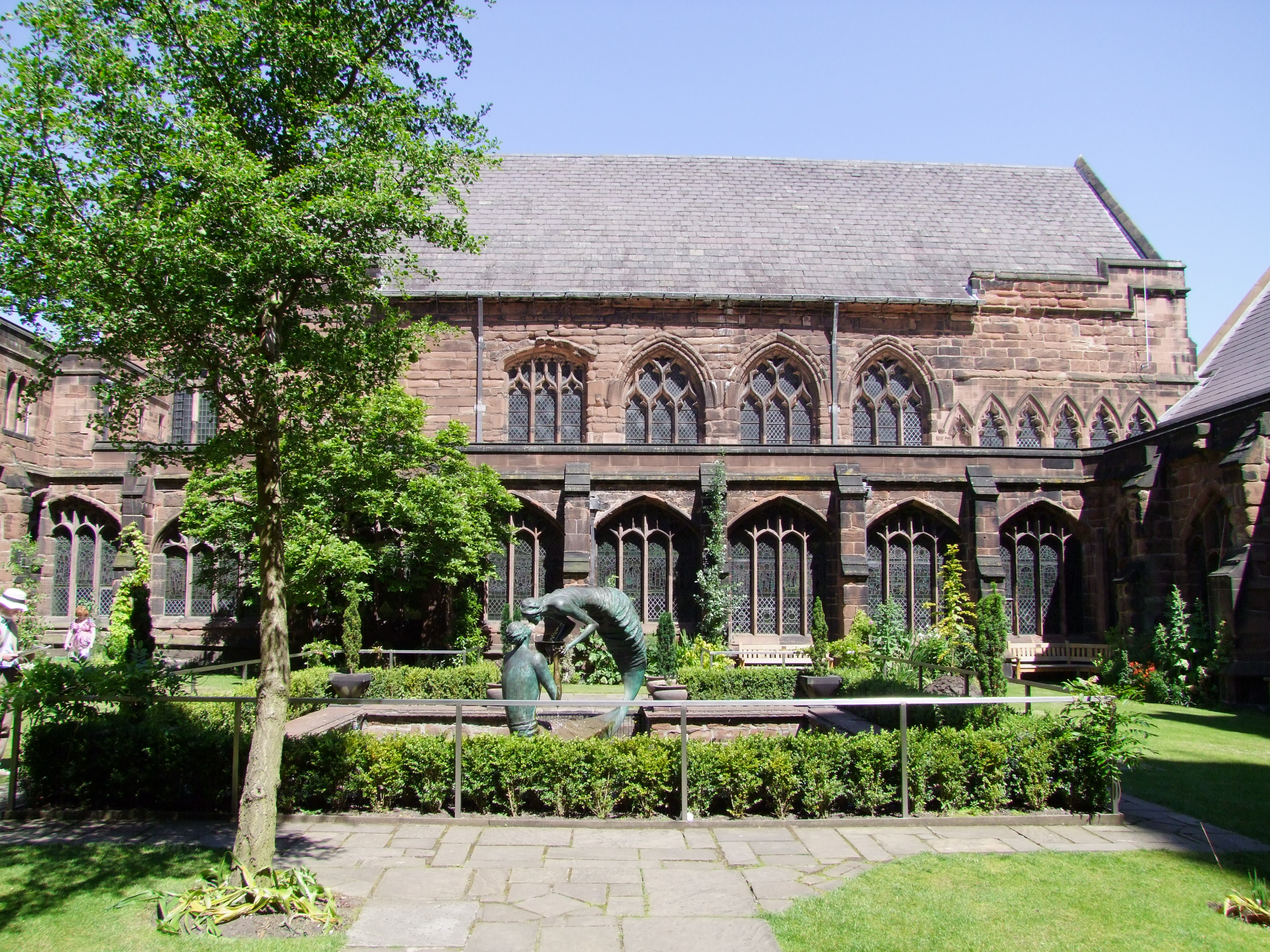
Внутренний двор и трапезная бывшего аббатства Св. Вербурги в Честере

## Биография
Родился около 1280 года, предположительно на западе Англии. Сведений о происхождении и образовании не сохранилось, но судя по обилию частично сохранившихся теологических, дидактических и исторических сочинений, учился в одном из университетов, Оксфордском или Кембриджском.
С 1299 года был монахом бенедиктинского аббатства Св. Вербурги в Честере, в котором провёл большую часть своей жизни, посвятив историческим занятиям, в общей сложности, около 60 лет. По делам своей обители и ордена совершил несколько путешествий, посетив, помимо Лондона, Шропшир, Дербишир и Ланкашир.
Завоевав у членов своего ордена авторитет в качестве талантливого педагога, являлся горячим поборником обучения на национальном языке. 21 августа 1352 года, как большой знаток древностей, «со всеми своими хрониками, а также теми, что находились в его ведении», был официально приглашён Эдуардом III для участия в Королевском совете.
Умер 12 марта 1364 года, по-видимому, в аббатстве Св. Вербурги. Похоронен в Честерском соборе, при реставрации которого в 1870-х годах была обнаружена и исследована его гробница. Найденная в ней ореховая палочка вызвала к жизни гипотезу, что покойный увлекался кельтской магией, не получившую, однако, никаких документальных подтверждений.

## Сочинения

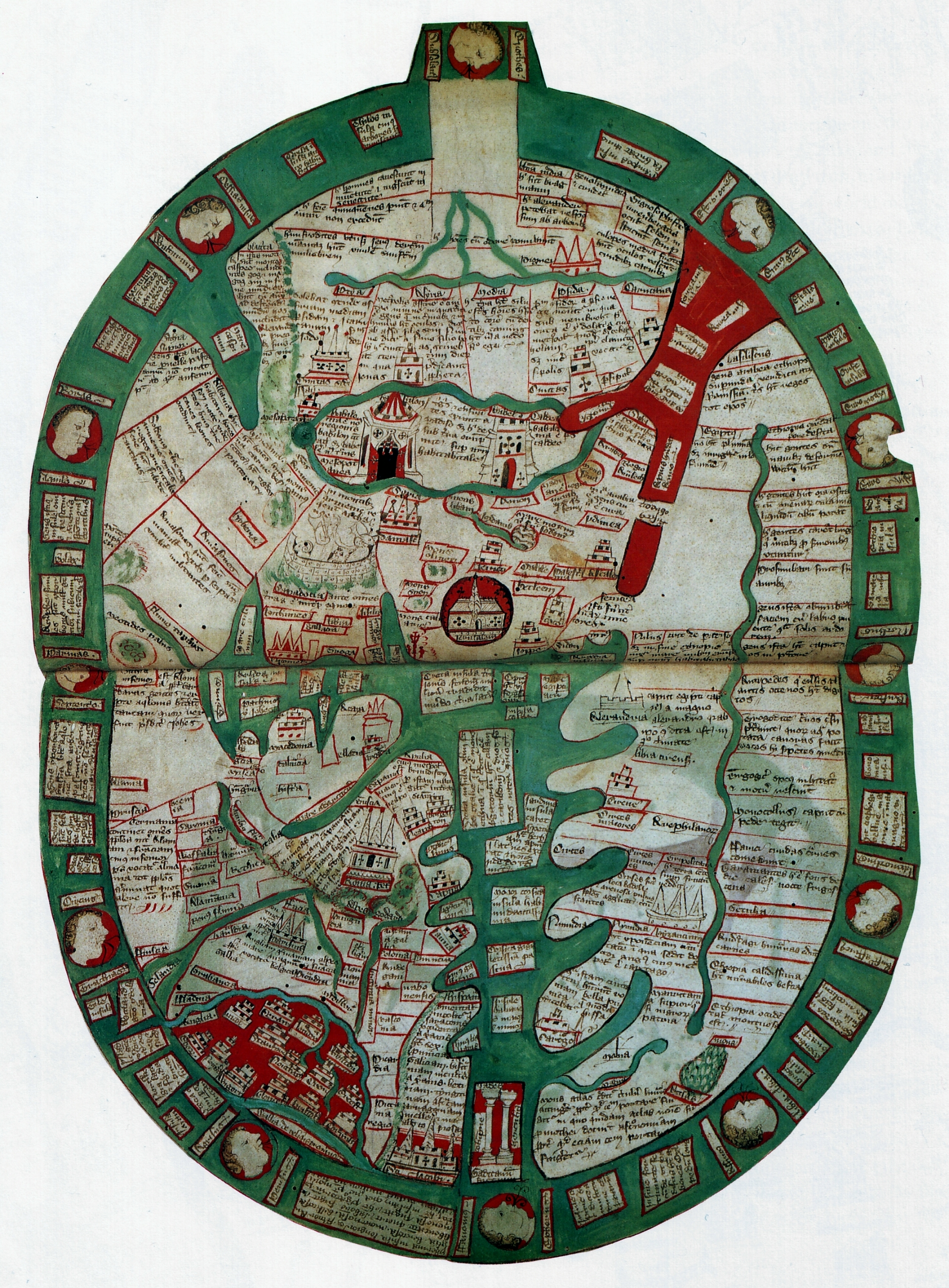
Карта мира из рукописи «Полихроникона» Ранульфа Хигдена, XIV в. (Британская библиотека)

Основным трудом Хигдена является «Всеобщая хроника» (лат. Polychronicon), работу над которой он начал около 1327 года в родной обители Св. Вербурги. Написанная латинской прозой, за исключением единственной рифмованной главы об Уэльсе, она снабжена четырьмя предисловиями и, в соответствии с христианской космогонией, разделена из семь книг, по числу дней творения. В первой своей редакции хроника охватывала события всемирной истории с сотворения мира до 1342 года, причём первая книга специально посвящена была географии, естественной истории и описанию народов и их обычаев. В первых строчках последней был зашифрован акростих: «Брат Ранульф, монах из Честера, составил эту хронику» (лат. Presentem cronicam compilavit Frater Ranulphus Cestrensis monachus).
Несмотря на то, что Хигден дополнял свой труд вплоть до смерти в 1364 году, как историка его больше интересовала классическая древность, чем современные ему события в родной стране. Его «Полихроникон», обстоятельный в изложении фактов и хронологически точный, в последних своих главах почти не содержит оригинальной информации.
В качестве источников для 2–6 книг своего сочинения Хигден использовал труды многих авторов, таких как Валерий Максим, Плиний Старший, Иосиф Флавий, Светоний, Евсевий, Евтропий, Аврелий Августин, Павел Орозий, Исидор Севильский, Беда Достопочтенный, Пётр Коместор, Мартин Опавский и др. Исследователи насчитывают до 40 древних и средневековых писателей, сочинениями которых он пользовался при составлении своего исторического труда. Ранее считалось, что одним из основных источников была доведённая до 1314 года «Polycratica tempora» некого Роджера Честерского, но в конце XIX века было доказано, что под этим именем, появившемся благодаря ошибке переписчика одной из рукописей, скрывался сам Хигден. Не вызывает сомнений использование Хигденом и устных источников, а также, возможно, собственных воспоминаний, о чём свидетельствует, к примеру, следующий пассаж о ведьмах острова Мэн: «На острове Мэн практикуются колдовство и волшебство. Женщины там продают ветер корабельщикам, завязанный в узлы из ниток, так что чем сильнее ветер те хотят получить, тем больше узлов им приходится развязывать».  
Для исследователей-медиевистов наибольшую ценность представляет 7-я книга «Полихроникона», излагающая события истории Англии начиная с нормандского завоевания (1066), при составлении которой автор опирался на труды Альфреда из Беверли, Уильяма Мальмсберийского, Гальфрида Монмутского, Иоанна Вустерского, Генриха Хантингдонского, Иоанна Солсберийского, Гиральда Камбрийского и Винсента из Бове.
Одним из первых в английской историографии Хигден стал подвергать строгой критике используемые источники, указывая, к примеру, что «документы часто упускают сообщить, помимо целых лет, месяцы и дни, когда правили короли», а также «не удосуживаются указать промежутки времени между концами правлений и началами следующих правлений». В то же время, он выступил в защиту «Истории бриттов» Гальфрида, ещё в конце XII столетия вызывавшей нападки со стороны Уильяма Ньюбургского, указывая, что в «Евангелии от Иоанна», к примеру, также приводятся факты, неизвестные остальным евангелистам, но это не даёт права считать, что Иоанн Богослов их выдумал.
К первой книге своего сочинения Хигден приложил иллюстрированную карту мира, отражающую, однако, историко-географические реалии не средневековья, а поздней античности.
В рукописи из собрания Колледжа Христа в Кембридже утверждается, что Хигден завершил свою хронику 1344 годом, после чего она была продолжена до 1357 года вустерским монахом Джоном Малверном. Современные исследователи, однако, придерживаются мнения, что Хигден самостоятельно довёл изложение, как минимум, до 1352 года, если не вовсе до самой своей смерти.
«Полихрониконом» Хигдена пользовались в качестве источника многие хронисты второй половины XIV — начала XV века, в частности, Джон из Тайнмута, Томас Грей из Хетона, Джон Бромптон, Генри Найтонский, Томас Уолсингем и Адам из Аска.
Английские антикварии XVI века приписывали также Хигдену не менее 10-ти других трудов, исторических, педагогических и богословских, в частности: «Сокращения хроник» (лат. Abbreviationes Chronicorum), «Зерцало священника» (лат. Speculum Curatorum), «Наставление в грамматике» (лат. Paedagogicon Grammatices), «Теологические толкования» (лат. Distinctiones Theologicae), «Искусство общения» (лат. Ars componendi Sermones), «Рукописный календарь» (лат. In litteram calendarii) и др.
Перу Хигдена также, возможно, принадлежат сценарии ряда честерских мираклей XIV века.

## Издания
«Всеобщая хроника» (лат. Polychronicon) Хигдена, несмотря на наличие повторов и лакун, пользовалась большой популярностью у современников и потомков. Одними из первых её материал использовали такие английские хронисты XIV столетия, как бенедиктинский приор Джон из Тайнмута, рыцарь Томас Грей из Хетона, Лестерский настоятель-августинец Генри Найтонский и Джерволкский аббат-цистерцианец Джон Бромптон.
К началу текущего столетия историки насчитывали не менее 118 рукописей «Полихроникона» Хигдена, переписанных в XIV—XVII веках, не считая девяти фрагментов. Манускрипт из Библиотеки Хантингтона в Сан-Марино (Лос-Анджелес) признаётся автографическим. На английский язык «Полихроникон» впервые перевёл в 1387 году корнский историк Джон Тревиза по заказу плохо знавшего латынь барона Томаса Беркли.
В 1482 году «Всеобщую хронику» Хигдена опубликовал в переводе Тревизы известный издатель Уильям Кекстон, опустив все вставки переводчика, модернизировав язык и снабдив собственным продолжением до 1461 года. Двумя годами ранее он напечатал меньшим тиражом первую географическую книгу хроники под заглавием «Описание Британии». В 1495 году учеником Кекстона Уинкином де Уордом выпущено было обновлённое издание «Полихроникона», в котором впервые в Англии напечатаны были музыкальные ноты. В 1691 году антикварий Томас Гейл опубликовал в Оксфорде доведённую до 1066 года первую часть труда Хигдена, включив в свой сборник «Пятнадцать бриттских, саксонских и англо-нормандских историков» (лат. Historiae Britannicae, Saxonicae, Anglo-Danicae Scriptores XV).
Комментированное девятитомное научное издание «Полихроникона» было выпущено в 1865—1866 годах в Лондоне в Rolls Series под редакцией археолога Черчилля Бабингтона и преп. Джозефа Роусона Ламби, и там же в 1876 году переиздано под редакцией последнего.